# Винесе, Хенри
Хенри Винесе (нидерл. Henri Jan Wienese; род. 4 июня 1942, Амстердам, Северная Голландия, Нидерланды) — голландский гребец. Призёр чемпионата мира по академической гребле и Летних Олимпийских игр 1968 года. На данный момент Хенри Винесе является первым и единственным представителем Нидерландов, кто завоевал золото в одиночном заплыве.

## Биография
Хенри Винесе родился 4 июня 1942 года в Амстердаме. По профессии — физиотерапевт. Дебют на международной арене и первая медаль была заработана на чемпионате Европы по академической гребле 1965 года в Дуйсбурге. В одиночном заплыве он заработал бронзовую медаль. Следующая бронза была выиграна в этой же дисциплине на чемпионате Европы академической гребле 1967 года в Виши. Также, среди высших наград Винесе есть серебро в одиночном заплыве, которое он добыл на чемпионате мира по академической гребле 1966 года в Бледе. На Летние Олимпийские игры 1968 года в Мехико, Винесе отправился в составе команды гребцов сборной Нидерландов. В дисциплине одиночный заплыв он выиграл золото, обогнал соперников из ГДР и Аргентины с результатом — 7:44.92. Ещё до начала соревнования он жаловался командному врачу на пульсирующие боли в голове, но принял решение не отказываться от участия. После окончания заплыва, на финише он долгое время сидел опустив голову на колени и держа её обеими руками. Пришёл в себя уже к награждению.
В 1999 году подарил лодку, на которой была добыта золотая олимпийская медаль спортивному музею. После того, как музей в 2005 году выставил этот экспонат на аукцион, Винесе выкупил лот.
Его внучатый племянник — французский баскетболист Тони Паркер.